# Erigenia
Erigenia je monotipski rod štitarki smješten u vlastiti tribus Erigenieae. Jedina vrsta je E. bulbosa, trajnica poznata pod narodnim imenom »vjesnik proljeća« (harbinger of spring), rasprostanjena od Ontaria u Kanadi na jug do Meksičkog zaljeva. Vjesnikom proljeća nazivaju je jer je jedan od najranijih autohtonih divljih cvjetova u šumama Sjedinjenih Država, a cvate već od siječnja.
Naraste najviše do 15 cm visine; cvjetovi su bijeli.
Tribus je opisan 1985.

## Galerija
- E. bulbosa, Zapadna Virginia
- E. bulbosa
- E. bulbosa

## Vanjske poveznice
- Harbinger-of-Spring, Erigenia bulbosa